# Ray Henderson
Ray Henderson (1 de diciembre de 1896 – 31 de diciembre de 1970) fue un compositor de canciones de nacionalidad estadounidense.

## Biografía
Su verdadero nombre era Raymond Brost, y nació en Búfalo (Nueva York). Henderson se trasladó a Nueva York, llegando a ser un popular compositor miembro del grupo de músicos y productores denominado Tin Pan Alley. 
Entre 1925 y 1930 formó parte, junto a Lew Brown y Buddy De Sylva, de un exitoso equipo de compositores responsable de varias ediciones de la revista titulada George White's Scandals, así como de los musicales Good News, Hold Everything!, y Follow Thru. Tras dejar De Sylva el grupo, Henderson siguió escribiendo con Brown hasta 1933, trabajando posteriormente con otros compositores. Así, en 1934 compuso el musical Say When con el letrista Ted Koehler.
Entre los mayores éxitos de Henderson figuran las canciones "That Old Gang of Mine", "Annabelle" (ambas de 1923), "Bye Bye Blackbird", "Five Foot Two, Eyes of Blue", "I'm Sitting on Top of the World" (todas de 1925), "The Varsity Drag" (1927), "You're The Cream In My Coffee" (1928), "Button Up Your Overcoat", "You Are My Lucky Star" "I'm A Dreamer, Aren't We All", "Keep Your Sunny Side Up" (1929), "The Thrill Is Gone", y "Life Is Just a Bowl of Cherries" (1931). 
Algunas de sus canciones llegaron al cine. Así, "The Varsity Drag" se oye en Good News y The Ruling Class, y "Bye Bye Blackbird" en Sleepless in Seattle.
Henderson también actuó como acompañante cantando y bailando en números de vodevil. Su último show en el circuito de Broadway fue una resucitación de las producciones Ziegfeld Follies, una de las varias llevadas a cabo tras fallecer Ziegfeld. La de Henderson, en 1943, fue la que se mantuvo un mayor tiempo en escena, con un total de 553 representaciones.
Ray Henderson falleció en Greenwich (Connecticut), en 1970 a causa de un ataque cardiaco. Ese mismo año se le incluyó en el Salón de la Fama de los Compositores. 